# سرگئی باندارچوک
سرگئی فیودورویچ باندارچوک (به روسی: Серге́й Фё́дорович Бондарчу́к) کارگردان فیلم، فیلم‌نامه‌نویس و بازیگر برجسته اهل اتحاد جماهیر شوروی سوسیالیستی بود.

## زندگی‌نامه
سرگئی باندارچوک در ۲۵ سپتامبر ۱۹۲۰ در شهر بیلوزرکا واقع در اوکراین زاده شد. کودکی خویش را در شهرهای ییسم و تاگانروگ سپری نمود؛ فعالیت بازیگری را اولین بار در سال ۱۹۳۷ بر روی صحنه تئاتر تاگانروگ تجربه نمود. در بین سال‌های ۱۹۳۸–۱۹۴۲ در «مدرسه تئاتر روستوف-نا-دونو» (Rostov on Don) به تحصیل پرداخت. پس از پایان تحصیل به خدمت ارتش سرخ پیوست و در جنگ جهانی دوم برضد آلمان نازی شرکت نمود. در سال ۱۹۴۸ در اولین نقش سینمایی خود بنام نگهبان جوان به کارگردانی سرگئی گراسیموف بازی کرد و در ۱۹۵۹ نخستین فیلم خود را با عنوان سرنوشت یک انسان کارگردانی نمود و خود نیز در آن بازی نمود. وی در سال ۱۹۵۱ برای بازی در فیلم تاراس شوچنکو به عنوان جوانترین بازیگر مشهور در «هنرمند مردمی اتحاد شوروی» نایل شد. همچنین در سال ۱۹۵۹ برای بازی در فیلم سرنوشت یک انسان برنده «جایزه بزرگ» جشنواره بین‌المللی فیلم مسکو شد. سرگئی باندارچوک در ۲۰ اکتبر ۱۹۹۴ در سن ۷۴ سالگی در مسکو درگذشت.

## گزیدهٔ فیلم‌شناسی
- نگهبان جوان (۱۹۴۸)
- تاراس شوچنکو (۱۹۵۱)
- مبادا که فراموش کنیم (۱۹۵۴)
- اتلو (۱۹۵۵)
- سرنوشت یک انسان (۱۹۵۹)
- جنگ و صلح (۱۹۶۷–۱۹۶۶)
- واترلو (۱۹۷۰)
- نبرد سه پادشاه (۱۹۹۰)

## جوایز
- جایزه اسکار بهترین فیلم بین‌المللی
- جایزه بهترین فیلم غیر انگلیسی‌زبان در مراسم گلدن گلوب
- جایزه ملی شوچنکو
- جایزه استالین
- جایزه لنین
- نشان لنین (۲ مرتبه)
- نشان انقلاب اکتبر
- جایزه هنرمند مردمی اتحاد جماهیر شوروی
- قهرمان کار سوسیالیست
- جایزه دولتی برادران واسیلیف
- نشان جنگ میهنی
- نشان پرچم سرخ کار
- هنرمند شایسته فدراسیون روسیه
- جایزه هنرمند مردمی اتحاد جماهیر شوروی